# تقارن دایره‌ای
| در دوبعدی یک هدف تیراندازی با کمان دارای تقارن دایره‌ای است. | یک سطح چرخشی دارای تقارن دایره‌ای حول یک محور سه‌بعدی است. |

در هندسه، تقارن دایره‌ای نوعی تقارن پیوسته برای یک جسم مسطح است که می‌تواند با هر زاویه دلخواه بچرخد و روی خودش نقشه‌برداری کند.
تقارن دایرهای چرخشی با گروه دایره در صفحه مختلط یا گروه چندضلعی ویژه SO(2) و گروه واحد U(1) هم‌شکل است. تقارن دایره‌ای بازتابی با گروه چندضلعی O(2) هم شکل است.